# Patricio Phillips
Patricio Phillips Peñafiel (Santiago; 23 de agosto de 1922-Santiago; 17 de octubre de 1997) fue un político chileno, diputado y senador del Partido Nacional hasta 1973.

## Primeros años de vida
Fue hijo de Arturo Phillips e Isabel Peñafiel. Los estudios primarios y secundarios los realizó en el Colegio San Ignacio; luego ingresó a la Escuela Militar, donde alcanzó el grado de Oficial de Ejército; renunció en 1946 con el grado de subteniente.
Retirado de la Escuela Militar, se dedicó a las labores agrícolas; explotó y administró el Fundo "Santa Isabel", ubicado en el departamento de Victoria. Asimismo, explotó el Fundo "Calatayud", en Perquenco, departamento de Lautaro. Dirigió el Haras "Santa Julia" y fue administrador oficial del Haras "Las Espigas". 

## Matrimonio e hijos
Se casó con Carmen Sáenz Terpelle; tuvieron dos hijos Carmen y Patricio.

## Vida pública
Asumió por un tiempo la vicepresidencia de Tuma S.A., entidad industrial con sede en Temuco. 
En 1953 fue elegido alcalde de la comuna de Traiguén, ejerciendo hasta 1957. Inició sus actividades políticas cuando se integró al Partido Liberal. 
En 1957 fue elegido diputado en representación de su partido, el Liberal, por la Vigésima Agrupación Departamental "Angol, Collipulli, Traiguén, Victoria y Curacautín", período 1957 a 1961; integró la Comisión Permanente de Educación Pública; y la de Economía y Comercio. Miembro de la Comisión Investigadora de la Adquisición de Buses Fiat, 1958-1959; de la Investigadora Casa de Moneda de Chile, 1959-1960; Comisión Investigadora del Movimiento Huelguístico de Estudiantes Secundarios, 1961; Investigadora del Servicio Nacional de Salud, 1961-1962. Integró la Comisión Especial del Problema de la Vagancia Infantil, 1958-1959. 
En 1961 fue reelecto diputado, por la ya dicha Vigésima Agrupación, período 1961 a 1965, en representación de su Partido, el Liberal; fue segundo vicepresidente de la Cámara, 12 de mayo de 1964 al 25 de mayo de 1965. integró la Comisión Permanente de Educación Pública, la que presidió; la de Gobierno Interior y la de Hacienda. Se incorporó a la Comisión Especial Investigadora del Problema del Petróleo, 1963; Especial Investigadora de la Industria Automotriz, 1965-1966. Miembro de la Comisión Especial de la Vivienda, 1965. Integró el Grupo Interparlamentario chileno en 1965. 
En 1965 fue nuevamente electo diputado, por la Agrupación antes mencionada, período 1965 a 1969, como Independiente; continuó en la Comisión Permanente de Educación Pública; integró la de Gobierno Interior; y la de Hacienda. Miembro de la Comisión Mixta de Presupuestos; fue parte de la Comisión Especial Investigadora de la Industria de Pizarreño, 1966-1967; de la Especial Investigadora de los Sucesos en la Colonia "Dignidad", 1967-1968 y Especial Investigadora del Problema Universitario, 1969. Fue miembro propietario del Comité Parlamentario Independiente, entre 1965 y 1969. 
Posteriormente, se incorporó al Partido Nacional. Nuevamente electo diputado, por la misma Vigésima Agrupación Departamental, período 1969 a 1973, en representación del Partido Nacional. Integró la Comisión Permanente de Hacienda, la que presidió; y la de Gobierno Interior. Fue miembro del Comité Parlamentario del Partido Nacional, 1969 y 1970. 
Entre las mociones presentadas que llegaron a ser ley de la República, figura la ley N.°13.095, de 24 de octubre de 1958, exención, impuesto a transferencia, venta a ocupantes a poblaciones diversas de la comuna de Santiago, y ley N.°13.581, de 9 de noviembre de 1959, sobre contratación de empréstito para la Municipalidad de Traiguén. 
En 1973 se postuló como candidato a senador por la Octava Agrupación Provincial "Bío-Bío, Malleco y Cautín", y resultó elegido, período 1973 a 1981. Integró la Comisión Permanente de Educación Pública; y la de Hacienda; y fue senador reemplazante en la Comisión Permanente de Obras Públicas; en la de Agricultura y Colonización y en la de Policía Interior. El Golpe de Estado del 11 de septiembre de 1973, puso término anticipado al período. El Decreto-Ley 27, de 21 de septiembre de ese año, disolvió el Congreso Nacional y declaró cesadas las funciones parlamentarias a contar de la fecha. 
Tras el golpe de Estado fue partidario de la dictadura de Pinochet. Legalizó el partido Nacional a mediados de los años 1980, fue uno de los firmantes del Acuerdo Nacional para la Transición a la Plena Democracia, y negoció un gran pacto de la derecha para las elecciones de 1989. 
En 1988, en el contexto del plebiscito nacional, el PN sufre una fisura interna y se escinde una facción que apoyaba el No encabezada por Germán Riesco  que se sumó inmediatamente a la Concertación de Partidos por la Democracia. Patricio Phllips y luego Carmen Saenz de Phillips, su mujer, y exsenadores y Diputados  como Fernando Ochagavía Valdés, Gastón Acuña entre otros, la mayoría de sus militantes y la Juventud Nacional dirigida por Roberto Sánchez, continuaron su adhesión a la opción Si en el plebiscito de 1988. 
En las elecciones  parlamentarias de 1989, presentan listas separadas a la derecha, por intensas presiones ejercidas por Renovación Nacional y sus dirigentes, lo que finalmente determinó que la votación fue baja, perdiendo Phillips en la novena región norte.
Después de la llegada de la democracia Phillips queda fuera del mundo político y desaparece del acontecer nacional.

## Historial electoral

### Elecciones parlamentarias de 1973
- Elecciones parlamentarias de 1973 a Senador por la Octava Agrupación Provincial de Bío-Bío, Malleco y Cautín Período 1973-1981 (Fuente: Dirección del Registro Electoral, Domingo 6 de marzo de 1973)

### Elecciones parlamentarias de 1989
- Elecciones Parlamentarias de 1989, para la Circunscripción 14, Araucanía Norte[1]